# Palos brudefærd
|  | Denne artikel er oprettet af botten PalnaBot ud fra en ekstern database. Den kan derfor have sproglige fejl eller mangler. Denne skabelon kan fjernes efter kontrol af indholdet. |

Palos brudefærd er en film instrueret af Friedrich Dalsheim efter manuskript af Knud Rasmussen.

## Handling
Navarana er en ung inuitpige, der holder hus for sine tre brødre. Hun er sommerbopladsens kvinde til at flænse sæler og rense skind, og hendes brødre er meget stolte af hende, men gruer for den dag, da hun bliver gift og forlader dem. De er klar over, at hun har kastet sin kærlighed på en mand, men de ved endnu ikke, om det er Palo eller Samo, to af bopladsens unge mænd.